# Microvalgus parallelicollis
Microvalgus parallelicollis är en skalbaggsart som beskrevs av Thierry Bourgoin 1921. Microvalgus parallelicollis ingår i släktet Microvalgus och familjen Cetoniidae. Inga underarter finns listade i Catalogue of Life.